# Красная Горка (Калининградская область)
Красная Горка — посёлок в Черняховском муниципальном округе Калининградской области.

## История
Хронист Пётр из Дусбурга под 1274 годом упомянул прусскую крепость Летинен. Поселение относилос к исторической области Надровия. В 1300 году на месте разрушенной прусской крепости рыцари Тевтонского ордена построили свою крепость, назвав ее Неттинен. По прошествии времени крепость потеряла военное значение, уступив первенство находившемуся поблизости замку Георгенбург. К 1514 году на месте крепости появились хозяйственные постройки.
В середине XIX века в Неттинене появился конный завод, принадлежавший крупному юнкеру Вильяму фон Симпсону, с 1828 года владевшему конным заводом в Георгенбурге. Георг, сын Иоганна Вильгельма Симпсона, расширил унаследованные им владения, приобретя имение Цвион. Георг Симпсон, расширяя свои владения и застраивая их новыми зданиями, откопал в Неттинене много уникальных предметов быта каменного века, которые были переданы в археологический музей.
В 1898 году Неттинен перешел во владение государства, но коневодство в нем продолжало процветать. В 1924 году в поселке были проведены конные соревнования.
7 сентября 1913 года в окрестностях Неттинена была торжественно открыта башня Бисмарка.
Во время Второй мировой войны, 24 октября 1944 года, около Неттинена погибла радистка разведывательной группы «Сокол» Васильева Тамара Ивановна. В 1945 году ей был установлен памятник.
В 1946 году Неттинен был переименован в Красную Горку.
До образования Черняховского муниципального округа посёлок входил в состав Каменского сельского поселения. 

### Климат
Климат характеризуется как переходный от морского к умеренно континентальному. Среднегодовая температура воздуха — 8,3 °C. Средняя температура воздуха самого холодного месяца (января) — −0,9 °C (абсолютный минимум — −35 °C); самого тёплого месяца (июля) — 18,5 °C (абсолютный максимум — 37 °C). Период температуры воздуха выше 0 °C составляет 274 дня. Длительность вегетационного периода — 180—200 дней. Годовое количество атмосферных осадков — 850—900 мм, из которых большая часть выпадает в тёплый период.

### Часовой пояс
Посёлок Красная Горка как и вся Калининградская область, находится в часовой зоне МСК−1. Смещение применяемого времени относительно UTC составляет +2:00.

## Население
| 2002 | 2010 |
| ---- | ---- |
| 67   | ↘65  |